# Tropaeolum garciae
Tropaeolum garciae är en krasseväxtart som beskrevs av B. Sparre. Tropaeolum garciae ingår i släktet krassar, och familjen krasseväxter. Inga underarter finns listade i Catalogue of Life.